# Needmore (Pennsylvanie)
Needmore est une census-designated place située dans le comté de Fulton, dans l’État de Pennsylvanie, aux États-Unis. Lors du recensement de 2020, elle compte 153 habitants.